# 천주교 광주대교구
천주교 광주대교구(天主敎光州大敎區，라틴어: Archidioecesis Kvangiuensis)는 대한민국에 위치한 로마 가톨릭교회의 대교구이다. 전라남도와 광주광역시의 전역을 관할하며, 천주교 전주교구 및 천주교 제주교구와 더불어 광주 관구를 형성하고 그 중심 교구의 역할을 하고 있다.

## 역사
- 1933. 10. 29 골롬반회 광주 진출, 광주 교구 설정 준비
- 1934. 05. 10 전남 감목대리구 설정 (감목대리: 임맥폴린 신부)
- 1937. 04. 13 대구대목구로부터 광주지목구 설정
  - 초대지목구장 : 임 맥폴린 신부, 교구청 : 목포시 산정동 97번지
- 1941. 12. 08 임 맥폴린 교구장 일제하 투옥
- 1942. 02. 16 임 맥폴린 교구장 사임 및 주재용 몬시뇰 교구장 서리 임명
- 1943. 02. 07 일본인 와끼다 몬시뇰 제2대 교구장 취임, 교구청 : 광주시 북동 33번지(현 북동 성당)
- 1945. 05. 29 골롬반회 성직자 11명 강원도 홍천에 연금, 3개월 후 목포 본당 보좌 길 헨리꼬 신부가 홍천에서 이질로 선종
- 1945. 08. 15 와끼다 교구장 사임
- 1945. 09. 16 임 맥폴린 몬시뇰 제3대 교구장에 취임, 교구청 : 목포시 산정동 97번지로 재이전
- 1947. 10 현 하롤드 신부 교구장 서리 임명
- 1949. 11. 02 브레난 안 몬시뇰 제4대 교구장에 취임
- 1950. 07. 현 하롤드 신부 교구장 서리 임명
- 1950. 09. 24 브레난 안 교구장 북한으로 피랍 후 피살 추정(산정동 주임 고 토마스 신부와 보좌 오 요한 신부와 함께)
- 1954. 10. 03 현 하롤드 신부 제5대 교구장에 취임
- 1956. 02. 05 교구청을 광주시 북동 33 (현 북동 성당)에 임시 이전
- 1956. 07. 08 교구청을 광주시 소태동 722 로 이전
- 1957. 01. 21 광주교구, 대목구로 승격 (대목구장: 현 하롤드 신부)
- 1957. 05. 11 현 하롤드 신부 주교 서품
- 1962. 03. 07 대건신학교(현, 광주가톨릭대학교) 설립
- 1962. 03. 10 대교구로 승격, 동시에 현 하롤드 주교, 대주교로 승임(초대 대주교)
- 1966. 03. 05 권 야고보 신부 광주대교구 보좌주교 임명
- 1971. 06. 28 제주지목구 설정
- 1971. 09. 08 한공렬 대주교 제6대 교구장 착좌(현 하롤드 대주교 제주교구장으로 이임)
- 1973. 03. 07 한공렬 대주교 심근경색으로 서울 성모병원에서 선종
- 1973. 03. 12 장옥석 신부 교구장 서리 임명
- 1973. 11. 30 윤공희 대주교 제7대 교구장 착좌
- 1976. 01. 06 가톨릭센터 설립
- 1976. 05. 30 교구청 이전 : 광주시 동구 금남로3가 3-5(가톨릭센터 6층)
- 1977. 03. 21 제주교구 설정
- 1983. 09. 28 주교좌 임동대성당 봉헌식
- 1986. 10. 13 주교관 및 교구청사 축복식(광주시 북구 임동 5-32)
- 1987. 10. 03 교구 설정 50주년 기념 경축제(광주가톨릭대학교 교정)
- 1990. 07. 12 교구 50년사 출판
- 1996. 06. 02 광주평화방송(FM 99.9MHz) 개국
- 1997. 10. 12 광주대교구 설정 60주년 및 목포지역 선교 100주년 기념 경축행사(목포유달경기장)
- 1999. 04. 15 최창무 대주교 부교구장 부임
- 2000. 11. 30 최창무 대주교 제8대 교구장 착좌
- 2002. 12. 16 사회복지법인 가톨릭광주사회복지회 설립
- 2003. 06. 24 김희중 신부 광주대교구 보좌주교 임명
- 2006. 12 교구청 이전 : 광주시 서구 상무2동 997-1(현 평생교육원)
- 2007. 05. 27 교구설정 70주년 기념 경축제(광주가톨릭대학교 평생교육원)
- 2008. 06. 12 피아골 피정집(구례군 토지면) 개관
- 2009. 07. 10 김희중 주교, 광주대교구 부교구장 대주교 임명
- 2010. 04. 30 김희중 대주교 제9대 교구장 착좌
- 2010. 08. 13 광주인권평화재단 설립
- 2011. 05. 12 옥현진 신부 광주대교구 보좌주교 임명
- 2012. 10. 07 교구설정 75주년 및 대교구 승격 50주년 기념축제(~14)
- 2016. 04. 03 발달장애인 주일학교 설립
- 2017. 04. 20 교구청 브레디관 문화재 등록(등록문화재 제681호)
- 2022. 11. 19 옥현진 주교 교구장 대주교 임명
- 2022. 11. 30 옥현진 대주교 제10대 교구장 착좌

## 역대 교구장

### 교황대리 지목구장 (사제 혹 명의주교)
| 역대 | 이름                     | 세례명     | 국적 | 임명             | 사임            | 선종            | 비고                             |
| ---- | ------------------------ | ---------- | ---- | ---------------- | --------------- | --------------- | -------------------------------- |
| 1대  | 오웬 맥폴린 (임) 몬시뇰  | 오엔       | 미국 | 1937년 4월 13일  | 1942년 2월 15일 | 1963년 2월 28일 | 몬시뇰                           |
| 2대  | 와끼다 아사고로오 몬시뇰 | 토마스     | 일본 | 1943년 2월 7일   | 1945년 9월 16일 | 1965년 3월 16일 | (일본 요코하마 교구장 주교 역임) |
| 3대  | 오웬 맥폴린(임) 몬시뇰   | 오엔       | 미국 | 1945년 8월 15일  | 1947년 10월     | 1963년 2월 28일 | 몬시뇰                           |
| 4대  | 토마스 브레난(안) 몬시뇰 | 파트리치오 | 미국 | 1948년 11월 12일 | 1950년 9월 24일 | 1950년 9월 24일 | 몬시뇰                           |
| 5대  | 윌리엄 헨리(현) 신부     | 하롤드     | 미국 | 1954년 10월 3일  | 1957년 1월 26일 | 1976년 3월 1일  | 신부                             |

### 교황대리 대목구장 (명의주교)
| 역대 | 이름          | 세례명 | 국적 | 임명            | 사임            | 선종           | 비고                |
| ---- | ------------- | ------ | ---- | --------------- | --------------- | -------------- | ------------------- |
| 5대  | 현하롤드 주교 | 하롤드 | 미국 | 1957년 1월 26일 | 1962년 3월 10일 | 1976년 3월 1일 | 코리달라의 명의주교 |

### 정식 교구장 (대주교직)
| 역대 | 이름            | 세례명   | 국적     | 착좌             | 사임             | 선종           | 비교                              |
| ---- | --------------- | -------- | -------- | ---------------- | ---------------- | -------------- | --------------------------------- |
| 5대  | 현하롤드 대주교 | 하롤드   | 미국     | 1962년 3월 10일  | 1971년 6월 27일  | 1976년 3월 1일 | 퇴임후 제주지목구장으로 발령      |
| 6대  | 한공렬 대주교   | 베드로   | 대한민국 | 1971년 7월 14일  | 재직중 선종      | 1973년 3월 7일 | 전주교구장에서 전임               |
| 7대  | 윤공희 대주교   | 빅토리노 | 대한민국 | 1973년 10월 25일 | 2000년 11월 29일 |                | 수원교구장에서 전임               |
| 8대  | 최창무 대주교   | 안드레아 | 대한민국 | 2000년 11월 30일 | 2010년 4월 30일  |                | 서울 보좌주교,부교구장대주교 역임 |
| 9대  | 김희중 대주교   | 히지노   | 대한민국 | 2010년 4월 30일  | 2022년 11월 19일 |                | 보좌주교 부교구장대주교 역임      |
| 10대 | 옥현진 대주교   | 시몬     | 대한민국 | 2022년 11월 30일 |                  |                | 보좌주교에서 승임                 |

## 관할 지구 및 본당(성지 포함)
- 광주광산1지구[광주 광산구 북부, 전남 장성군](9개) : 비아동(비아중앙로 1), 사거리(북이면 백양로 33), 사창(삼계면 사창로 116-4), 신창동(왕버들로289번길 22), 첨단쌍암동(임방울대로801번길 62), 임곡동(고봉로 838), 장덕동(왕버들로 55), 장성(장성읍 충무5길 21), 하남동(하남대로54번길 7)
- 광주광산2지구[광주 광산구 남부, 전남 영광군](10개) : 선암동(어등대로449번길 25), 신동(도산로 49), 염산(염산면 칠산로 92), 영광(영광읍 중앙로2길 40, 영광 순교자 기념성당 겸 성지), 우산동(사암로106번길 85), 운남동(목련로273번길 52), 원동(광산로68번길 14), 월곡동(월곡중앙로42번길 15-11), 평동(평동로735번길 29), 홍농(홍농읍 홍농로 484)
- 광주남부지구[광주 남구](10개) : 노대동(노대실로 71), 대촌(포충로 611), 방림동(큰방림길 11), 봉선2동(제석로80번길 37, 구 봉선조봉), 봉선동(봉선로51번길 17, 구 봉선제석), 봉선유안(오방로 24), 월산동(중앙로24번길 13), 주월동(군분로65번길 34), 진월동(광복마을4길 22), 효덕동(진제4길 12)
- 광주동부지구[광주 동구, 전남 화순군](8개) : 계림동(계림로 51-27), 남동(제봉로 67, 5.18 기념성당 겸 성지), 능주(능주면 죽수길 31-1), 산수동(밤실로 121), 지산동(지산로 54), 학운동(의재로 40), 호남동(천변우로 393-17), 화순(화순읍 진각로 88)
- 광주북부1지구[광주 북구 북부, 전남 담양군, 곡성군](10개) : 곡성(곡성읍 읍내11길 20, 감옥터 겸 성지), 담양(담양읍 천변2길 7), 대치(대전면 대전로 13), 문흥동(문화소통로 309), 본촌동(양산로71번길 5-1), 서산동(신촌로13번길 35), 양산동(하서로 393-16), 오치동(우치로311번길 12), 옥과(옥과면 옥과1길 14), 창평(창평면 의병로 159)
- 광주북부2지구[광주 북구 남부](8개) : 동림동(북문대로249번길 37), 두암동(서방로159번길 11), 북동 주교좌(금재로 76), 삼각동(설죽로471번길 46), 용봉동(청계로 75), 운암동(동운로201번길 63), 임동 주교좌(태봉로 23), 중흥동(서양로 130)
- 광주서부지구[광주 서구](13개) : 광천동(죽봉대로119번길 28-13), 금호2동(화개중앙로114번길 20-1), 금호동(금화로73번길 33), 농성동(화정로294번길 5-36), 쌍촌동(상무대로955번길 17-14), 염주동(월드컵4강로 129, 구 염주대건), 유촌동(칠성로 15), 치평동(치평로 93), 풍암운리(송풍로16번길 8), 풍암동(풍암순환로 127), 화정1동(화운로194번길 1), 화정3동(월드컵4강로28번길 30-2, 구 염주제준), 화정4동(염화로65번길 24, 구 염주경환)
- 나주함평지구[전남 나주시, 함평군](11개) : 금암(노안면 금산로 82), 나주(박정길 3, 본당 겸 나주 무학당 순교성지), 남평(남평읍 남평3로 66), 노안(노안면 이슬촌길 108), 다시(다시면 대용길 22), 빛가람동(한빛로 167), 영산포(영산1길 23-2), 학다리(학교면 백학길 58), 함평(함평읍 남일길 21), 함평하상(해보면 밀재로 1309), 함평호영(손불면 손무로 708)
- 목포무안지구[전남 목포시 동부, 무안군, 영암군 서부](11개) : 남악(삼향읍 남악영산길 62), 독천(학산면 영산로 76-5), 망운(망운면 망운로 13-9), 몽탄(몽탄면 몽탄로 864-9), 무안(무안읍 무안로 515), 삼호(삼호읍 모밀항길 13), 옥암동(복산길 64-4), 용당동(용당로216번길 36), 일로(일로읍 일로로 40), 청계(청계면 해안로 62-6), 하당(입암로4번길 27)
- 목포신안지구[전남 목포시 서부, 신안군](12개) : 경동(해안로165번길 33), 대성동(양을로33번길 6), 도초(도초면 외남길 84), 북교동(북교길17번길 1), 비금(비금면 읍동길 54), 산정동(노송길 35)[1], 삼학도(자유로 22-1), 신의(신의면 상동길 15-4), 압해도(압해읍 복룡로 53), 연동(산정로142번길 8), 연산동(연산백련로1번길 73), 흑산(흑산면 흑산일주로 180-20)
- 서남부지구[전남 영암군 동부, 강진군, 해남군, 진도군, 완도군](9개) : 강진(강진읍 평동2길 21), 고금(고금면 고금로 639), 신북(신북면 황금동로 16-9), 영암(영암읍 서남역로 27-4), 완도(완도읍 중앙길 27), 우수영(문내면 명량로 159), 진도(진도읍 남동4길 5), 진도진길(고군면 고성길 15-18), 해남(해남읍 중앙1로 208)
- 순천지구[전남 순천시, 광양시, 구례군](13개) : 광양(광양읍 매천로 877), 광영동(가야로 417), 구례(구례읍 학교길 99), 금당(동명초등길 59, 해룡 상삼), 매곡동(중앙로 175), 상사(상사면 상사초등길 49), 서면(서면 건보길 24), 신대(해룡면 향매1길 22-12), 연향동(연향번영3길 12-17), 저전동(서문로 19-1), 조곡동(장대길 1), 조례동(봉화3길 14-23), 중동(중마용소1길 11-5)
- 여수지구[전남 여수시](8개) : 동산동(동산7길 8), 문수동(문수로 137), 미평동(미평5길 5), 서교동(신월로 799-2), 선원동(선원2길 27), 소호동(안산1길 49-6), 신기동(신기북6길 17), 율촌(율촌면 율촌초교길 3)
- 중남부지구[전남 장흥군, 보성군, 고흥군](8개) : 고흥(고흥읍 신계학림길 20), 녹동(도양읍 남촌길 4-14), 대덕(대덕읍 도청신월로 156), 도화(도화면 동신길 61), 벌교(벌교읍 채동선로 359), 보성(보성읍 현충로 136), 소록도(도양읍 소록선창길 55), 장흥(장흥읍 장흥대로 3534)
  - 총 합계: 140개

## 교육

### 대학교
- 광주가톨릭대학교 (전남 나주시 남평읍 중남길 12-25)
- 목포가톨릭대학교 (전남 목포시 영산로 697)

### 고등학교·중학교
- 목포마리아회고등학교 (전남 목포시 양을로 229)
- 성요셉여자고등학교 (전남 강진군 강진읍 금릉2길 24)
- 살레시오고등학교·살레시오중학교 (광주광역시 북구 모룡대길 67)
- 살레시오여자고등학교·살레시오여자중학교 (광주광역시 동구 필문대로273번길 21)

### 초등학교
- 살레시오초등학교 (광주광역시 서구 전평길 40-1)

### 특수학교
- 은혜학교 (광주광역시 북구 첨단1길 211)

### 유치원
광주광역시
- 까리따스유치원 (광주광역시 남구 입하2안길 20-22)
- 월산성모유치원 (광주광역시 남구 중앙로24번길 13, 월산동성당 내)
- 성모남해유치원 (광주광역시 광산구 첨단봉산길 16-10)
- 프란치스카유치원 (광주광역시 동구 동계로 79-28)
- 소화유치원 (광주광역시 동구 제봉로 67, 남동성당 내)
- 현대유치원 (광주광역시 북구 태봉로 23, 임동성당 내)

나주시
- 까리따스성모유치원 (전남 나주시 정렬사길 15-14)

목포시
- 성모유치원 (전남 목포시 해안로165번길 33, 목포 경동성당 내)
- 성심유치원 (전남 목포시 노송길 32-6)

순천시
- 성모유치원 (전남 순천시 서문로 19-1, 저전동성당 내)

여수시
- 성모유치원 (전남 여수시 신월로 799-2, 서교동성당 내)

고흥군
- 성바오로유치원 (전남 고흥군 녹동5구길 9-27)

장성군
- 장성성모유치원 (전남 장성군 충무5길 21, 장성성당 내)

화순군
- 요셉유치원 (전남 화순군 진각로 88, 화순성당 내)

## 의료기관
- 천주의성요한병원 (광주광역시 북구 태봉로 32)
- 순천 성가롤로병원 (전남 순천시 순광로 221)

## 보도/출판기관
- 광주가톨릭평화방송 (광주광역시 서구 상무시민로 75)
  - FM 라디오 주파수: 광주, 나주, 목포 FM 99.9MHz, 여수, 순천, 광양 FM 99.5MHz
- 가톨릭신문 광주지사 (광주광역시 북구 태봉로 23, 임동성당 내)
- 가톨릭 전례센터 (광주광역시 서구 월드컵4강로 137, 일신아파트 상가 내)
- 까리따스서원 생활성서사 호남지사 (광주광역시 북구 독립로 273)
- 광주가톨릭대학교 출판부 (전남 나주시 남평읍 중남길 12-25, 광주가톨릭대학교 내)
- 바오로딸 미디어 (광주광역시 서구 상무대로 980, 천주교 광주대교구 내)
- 바오로딸 서원 (광주광역시 서구 상무대로 980, 천주교 광주대교구 내)